# Call Girl (film 2012)
Call Girl è un film del 2012 diretto da Mikael Marcimain.

## Trama
Stoccolma, 1976 :la quattordicenne ribelle Iris è attratta in un giro di prostituzione d'alto bordo dalla maitresse Dagmar Glans. Ma il coinvolgimento di alcuni politici eviterà lo scoppio di uno scandalo, anche grazie alla reticenza di una parte della polizia e all'intervento dei servizi segreti. L'unico poliziotto non intenzionato a cedere alle pressioni dei superiori verrà ucciso in un incidente d'auto. Iris si ritroverà, così, sola e in fuga, perché ormai unica scomoda testimone della vicenda.

## Riconoscimenti
Guldbagge - 2012
Migliore fotografia a Hoyte van Hoytema
Migliori costumi a Cilla Rörby
Migliore scenografia a Lina Nordqvist
Candidatura a migliori effetti visivi a Tim Morris